# Cristin Milioti
Cristin Milioti (Cherry Hill, 16 d'agost de 1985) és una actriu estatunidenca. És coneguda per haver interpretat a Tracy McConnell a la comèdia de situació How I Met Your Mother del 2013 al 2014, i pel seu treball en produccions teatrals com That Face, Stunning, i el musical guanyador del premi Tony Once, pel qual va merèixer un Grammy. També ha interpretat a Teresa Petrillo Belfort a la pel·lícula The Wolf of Wall Street (2013), Sarah Wilder a Palm Springs (2020), Betsy Solverson a la segona temporada de Fargo (2015), Hazel Green a la sèrie de comèdia Made for Love (2021–2022) i Emma a la sèrie de misteri de comèdia negra The Resort.

## Trajectòria
Milioti és d'ascendència italiana i anomena a la seva família «Olive Garden Italian». Es va graduar el 2003 al Cherry Hill High School East, on va començar a actuar en obres de teatre escolar. Després va estudiar interpretació a la Universitat de Nova York, però va deixar-ho el segon curs.
Els primers papers d'actuació de Milioti van ser petites parts en anuncis publicitaris com en un de Ford Edge. També va aparèixer a The Sopranos i en pel·lícules com Greetings from the Shore. Milioti també és coneguda per les seves actuacions al teatre. El 2007 va treballar a Broadway en el paper d'Alice Ashbrook a la guardonada adaptació de Helen Edmundson de la novel·la Coram Boy de Jamila Gavin. El 2010, va protagonitzar That Face i va ser nominada al premi Lucille Lortel a la millor actriu principal pel seu treball a Stunning. El 2012, va rebre una nominació al premi Tony a la millor actriu en un musical pel seu treball a Once, una obra en què va treballar entre 2011 i 2013 amb Steve Kazee i que va guanyar el premi Grammy al millor àlbum de teatre musical el 2013.
El 2013, Milioti va ser contractada a la comèdia de situació How I Met Your Mother apareixent per primera vegada al final de la vuitena temporada i continuant a la novena i última temporada. També va interpretar la primera dona de Jordan Belfort, Teresa Petrillo, a la pel·lícula de Martin Scorsese The Wolf of Wall Street (2013). L'any següent va fer de Zelda, la protagonista femenina de la comèdia A to Z que es va estrenar a l'octubre i es va emetre durant 13 episodis. El 2015, va protagonitzar la segona temporada de Fargo com a Betsy Solverson, l'esposa afectada de càncer del policia Lou Solverson i mare de la futura diputada Molly Solverson. El 2017, va aparèixer a la quarta temporada de la sèrie de ciència-ficció Black Mirror a l'episodi «USS Callister» com Nanette Cole, una desenvolupadora de videojocs la recreació digital de la qual queda atrapada en un joc de simulació virtual.
El 2020, Milioti va protagonitzar la comèdia romàntica de ciència-ficció Palm Springs, que es va estrenar al Festival de Cinema de Sundance al gener i a Hulu al juliol. El 2021, va protagonitzar la sèrie de comèdia negra d'HBO Max Made for Love en el paer de l'esposa enclaustrada d'un multimilionari tecnològic del qual s'escapa. El 2023, va interpretar a Sofia Falcone a la sèrie derivada de The Batman titulada The Penguin, al costat de Colin Farrell.